# Zemzem
Zemzem je vrelo koje izvire u Meki. Voda je jako cijenjena u pustinjskoj zemlji kakva je Saudijska Arabija, i zbog toga su izvori vrlo dragocjeni. 
Za Zemzem se znalo još davno prije rođenja Muhammeda a.s., ali ga je s vremenom zatrpao pijesak, i zaboravilo se za njegovu točnu lokaciju. Preci (djed i pradjedovi) Muhammeda a.s. bili su zaduženi za opskrbu hranom i pićem hodočasnika koji su dolazili posjetiti Ćabu, što je bila velika čast, ali i jako teška dužnost (zbog nedostatka vode). Prema priči, jedne noći Muhammedov djed (Abdul-Muttalib) usnuo je na kojem se mjestu nalazi izvor, i narednih dana pokušao ga je iskopati, što je na kraju i uspio. To mu je podiglo ugled među sunarodnjacima, a izvor je od tada dobro čuvan i njegovu vodu muslimani jako cijene. 
Veliki broj hadžija nose sa sobom bocu vode s tog izvora, kao jednu od obaveznih stvari koje nose kući s Hadža.

## Vanjske poveznice
|  | Zajednički poslužitelj ima još gradiva o temi Zemzem |